# المعهد الديني (الإمارات)
 المعهد الديني  أو ( المعهد الديني الثانوي )، تم تأسيسه في عام 1962 للميلاد، وما يجدر ذكره عن  الشيخ محمد نور سيف ، أنه جاء إلى دبي قادماً من مكة المكرمة، في عام (1962)، وطلب من الشيخ راشد بن سعيد آل مكتوم أن ينشئ مدرسة للعلوم الدينية، وأجيب إلى طلبه وأسَس المعهد الديني الذي يعتبر في حينه المعهد الأول في الإمارات الذي اعتنى بتدريس علوم الدين واللغة بجميع فروعها. وكان هذا لصرح العلمي يشغل حيّزاً من اهتمام الشيخ محمد نور سيف، وشغله الشاغل، فكثيراً ما كان يسأل ويستفسر عنه ويتنسَم أخباره من كل القادمين إليه من دبي. وفي فترات متقطعة يأتي لزيارته، فجزاه الله خير الجزاء.

## وصلات داخلية
- الشيخ عبد الرحمن بن حافظ
- الشيخ محمد علي رضا زينل
- مدرسة الفلاح
- المدرسة السالمية
- مدرسة السعادة
- العلامة الشيخ محمد العبسي الأزهري اليماني
- الشيخ عبد الرحيم المريد
- الشيخ أحمد بن عبد الرحمن بن حافظ
- الشيخ محمد نور سيف
- مدرسة الفلاح جدة
- أحمد بن عبد الله بن ظبوي